# Атуманос, Симон
Симон Атуманос (греч. Σίμων Ατουμάνος, лат. Simon Atumano; Константинополь — между 1383—1386 годами, Рим) — был епископом, греческого тогда, города Геракион (ныне Джераче), Калабрия с 23 июня 1348 года по 1366 год, а затем латинским архиепископом города Фив (до 1380 года).
Он был известным гуманистом и влиятельным греческим учёным Итальянского Возрождения .

## Биография
Симон Атуманос родился в Константинополе. Согласно его письму от 11 сентября 1380 года, его мать была православной гречанкой. В том же письме Атуманос объясняет этимологически происхождение своей фамилии от греческого "οθωμανός " -отоманос, утверждая что его отец был турком
.
Симон получил образование в монастыре Студион. Знание языков, полученное здесь, предопределило его карьеру во взбудораженном и пришедшем в беспорядок после 4-го крестового похода Средиземноморье.

## Церковная и политическая карьера
В июне 1348 года Симон стал епископом в калабрийском городе Геракион.
17 апреля 1366 года папа Урбан VI перевёл Атуманоса в город Фивы, Средняя Греция и сделал его архиепископом, как признание его «цельной натуры».
Предшественником Атуманоса в Фивах был «великий посредник между христианским Востоком и Западом», южноитальянец Павел из Смирны. Фивы тогда были столицей латинского герцогства (Герцогство Афинское), которым правила Каталонская компания.
Атуманос не ужился с каталанцами. Он был описан позже как «очень безразличный каталанец».
В то время как каталанцы поддержали Авиньонское пленение пап во время раскола (Великий западный раскол), Атуманос остался верным Риму.
В 1379 году Атуманос помог Наваррской компании под командованием Juan de Urtubia взять Фивы.
Детали о помощи, оказанной Атуманосом наваррцам, неизвестны, но это послужило причиной его ещё более плохих отношений с каталанцами. Однако и отношения Атуманоса с наваррцами были ненамного лучшими и где-то между 1380 и 1381 годами он бежал сначала в Авиньон, в роли наблюдателя при папском дворе, а затем в Рим, куда на время опять было переехал папский престол. Он потерял свои 1500 флоринов дохода из Фив, после чего жил в нищете «более приемлемой в глазах Бога», хотя Педро IV (король Арагона) полагал что Атуманос получит большое признание от римского папы. Из Италии он написал своему земляку из Фессалоники Кидонису (Димитрий Кидонис) о своих опасениях и беспокойстве о своей пастве и о богохульстве и отсутствии уважения к закону со стороны испанцев, то есть наваррцев.

## Переводы
Как в Авиньоне, так и в Риме Атуманос занимался переводческой деятельностью. При папском дворе в Авиньоне, Атуманос, поощряемый кардиналом Корсини перевёл в 1373 году с греческого на латинский труд Плутарха De remediis irae.
Это был по сути первый перевод Плутарха, поскольку до того Запад был знаком только с псевдо-плутарховым трудом «De institutione principum» (Об образовании правителей)
.
Псевдо-Плутарх был причиной тому, что даже Франческо Петрарка, усердно собирающий древних историков и биографов, не был знаком с Плутархом. Перевод Атуманоса в 1373 году означал открытие настоящего Плутарха на Западе, за 10 лет до смерти Петрарки
.
В 1380—1382 гг. в Риме Атуманос преподавал греческий язык. Один из его тогдашних учеников, Raoul de Rivo, оставил свидетельство о том, что Атуманос перевёл Ветхий Завет с иврита на греческий и латинский, сформировав трёхъязычный манускрипт.
Из источников 16-го века следует, что Атуманос перевёл также Новый Завет с греческого на иврит, подготовив тем самым издание трёхъязычной Библии (Biblia triglotta), за полтора века до выхода Комплутенской полиглоты кардинала Хименес де Сиснерос, Франсиско .
Нет данных о том, если интерес и знакомство Атуманоса к ивриту связаны с его пребыванием в Фивах, учитывая то, что к концу 14-го века иудейская община города была незначительной.

## Современники и историки о Атуманосе
Современник Атуманоса, Федериго II (король Сицилии), возносил его за «природную доброту и достойный похвалы характер», а его биограф 20-го века — как «незаурядного учёного». Колюччо Салютати, известный флорентийский гуманист, возносил его перед Франческо Петраркой как vir multe venerationis: наиболее достойный человек. Он стал гражданином Венеции (Венецианская республика). Даже Климент VII (антипапа) упоминал его как bone memorie (доброй памяти).
Но некоторые современные историки, особенно каталанец Antonio Rubió y Lluch, характеризуют его как недостойного мерзкого человека, основываясь на 4 документах, найденных им в архивах Короны (Арагонская корона), Барселона, датированных 1381 и 1382 годами. В одном из писем Педро IV (король Арагона) просит папу Урбана VI убрать Атуманоса из Фив и прислать вместо него епископа города Мегара John Boyl.
Согласно письму, Атуманос бежал в Италию, будучи ещё греческим монахом и после растрат, за что, согласно Педро, Атуманос должен был быть сожжён заживо. В Италии ему удалось «представить себя как человека чести» и таким образом получить архиепископию от папы Григория (Григорий XI). Однако это письмо, скорее всего, просто клевета, поскольку «единственная содержащаяся достоверная информация» — откровенная фальшивка: Григорий не был папой, когда Атуманос принял архиепископию.